# Thomas Stewart
Thomas Stewart (Condado de San Saba, Texas, 29 de agosto de 1928 - Rockville, Maryland, 24 de septiembre de 2006) fue un bajo barítono estadounidense particularmente apreciado en papeles de óperas alemanas, especialmente Richard Wagner.

## Inicios
Thomas James Stewart nació en San Saba, Texas graduándose de la Universidad Baylor en 1953.
Estudió en la Juilliard School de New York con Mack Harrell.
Hizo su debut en 1954 como La Roche en el estreno norteamericano de la ópera Capriccio de Richard Strauss y luego en la New York City Opera y la Ópera Lírica de Chicago en el debut en ese teatro de Maria Callas en Lucia di Lammermoor de Donizetti.

## Carrera europea
En Juilliard School conoció a la soprano Evelyn Lear con quien se casó al año siguiente formando una de las parejas más dinámicas y conocidas del mundo lírico.
En 1957 participó en el estreno mundial de la ópera The visitors de Carlos Chávez. En el mismo año se estableció junto con su esposa en Berlín gracias a la Beca Fullbright. Debutó en Ópera Alemana de Berlín como Escamillo en Carmen en 1958 permaneciendo en el elenco del teatro hasta 1964.
En Covent Garden, Londres fue un recordado Escamillo y Don Giovanni de Mozart.
En 1960 debutó en el Festival de Bayreuth transformándose en uno de los baluartes del festival regido por Wieland Wagner donde cantó 15 años consecutivos, el primer norteamericano en lograrlo. Como Wotan  en El anillo del nibelungo, El Holandés en Der fliegende Holländer, Telramund en Lohengrin, Wolfram en Tannhäuser, Gunther en El ocaso de los dioses y Amfortas en Parsifal, Stewart combinó poderío vocal con notables dotes de actor logrando como Hans Sachs de Los maestros cantores de Núremberg una de sus más recordadas creaciones.

## Retorno a Estados Unidos
En 1966 hizo su debut en el Metropolitan Opera como Ford en Falstaff de Verdi. Al siguiente año fue Wotan en Der Ring des Nibelungen dirigido por Herbert von Karajan con Birgit Nilsson y Jon Vickers, en 1968 el Holandés errante con Leonie Rysanek y luego Orestes en Elektra con Nilsson, Rysanek y Resnik dirigido por Karl Böhm. Otros roles fueron Don Giovanni, Escamillo, Amonasro, Iokanaan, el Rey Marke, el Conde Almaviva, Jago, Balstrode en Peter Grimes, Hans Sachs, el Conde de Luna, Eugene Onegin y los cuatro villanos en Los cuentos de Hoffmann de Offenbach con Joan Sutherland y Plácido Domingo. Su última actuación en la sala del MET fue en 1993 como el Sprecher de La flauta mágica de Mozart.
Tuvo actuación destacada en la Ópera de San Francisco donde debutó en 1962 como Rodrigo en Don Carlo de Verdi, cantando Onegin junto a Evelyn Lear, Yeletsky, Golaud, Orestes, Germont, etc. Cantó el estreno estadounidense de Lear de Aribert Reimann en 1985 recibiendo la medalla de la compañía por 25 años de grandes actuaciones. En la Santa Fe Opera cantó la premier americana de Cardillac de Paul Hindemith. Actuó en el Festival de Salzburgo dirigido por Karajan entre 1967 y 1973. En 1978 fue Wolfram en el Teatro Colón de Buenos Aires retornando en 1981 para Wotan en El oro del Rhin y La valquiria.

## Últimos años
Retirado de la actividad escénica fue requerido como maestro junto a Evelyn Lear en programas de perfeccionamiento de jóvenes cantantes en la Santa Fe Opera, San Francisco, Florida Grand Opera y la Wagner Society de Washington donde fundaron el Evelyn Lear and Thomas Stewart Emerging Singers Program.
Thomas Stewart murió de un paro cardíaco mientras jugaba golf en las cercanías de su hogar en Rockville, Maryland a la edad de 78 años.

## Valoración crítica
Thomas Stewart marcó un hito pionero entre cantantes europeos y americanos, su voz inmensa y a la vez lírica e histrionismo afincado en "el método" del Actor's Studio otorgó mayor complejidad psicológica al Holandés, Wotan, Amfortas, Wolfram, Hans Sachs o La Roche, sus mejores encarnaciones.
Heredero de Hans Hotter, George London y Ferdinand Frantz fue el nexo hacia la generación de James Morris, Bryn Terfel y John Tomlinson.

## Discografía principal
- Wagner, Der Ring des Nibelungen: Die Walküre (Wotan), Siegfried (Wanderer), Götterdämmerung (Gunther). Herbert von Karajan.

- Wagner, Götterdämmerung (Gunther). Karl Böhm.

- Wagner, Die Meistersinger von Nürnberg ( Hans Sachs). Rafael Kubelik

- Wagner, Lohengrin (Telramund). Rafael Kubelik.

- Wagner. Parsifal (Amfortas). Hans Knappertsbusch.

- Wagner. Parsifal (Amfortas). Herbert von Karajan.

- Wagner. Parsifal (Amfortas). Pierre Boulez.

- Wagner. Der fliegende Holländer. Karl Böhm.

- Strauss. Salome (Iokanáan). Rudolf Kempe.

- Strauss, Elektra (Orest). Wolfgang Sawallisch.

- Mahler, Des Knaben Wunderhorn.varios.

- Evelyn Lear & Thomas Stewart, a musical tribute.

## DVD
- Wagner, Das Rheingold (Wotan). Herbert von Karajan. DG.

- Brahms. Ein deutsches Requiem. Karl Richter. EMI.